# Anita Björk
Anita Björk (Tällberg, Dalecarlia, 25 d'abril de 1923 - Estocolm, 24 d'octubre de 2012) fou una actriu, de teatre i cinema sueca. Criada en una família d'artistes, als 19 anys va aconseguir ingressar al Dramatens elevskola (Escola Real d'Art Dramàtic) de Suècia i després de debutar en teatre el 1945 va prosseguir la seva carrera en aquest mitjà, al cinema i en la televisió.

## Biografia
Va treballar principalment dirigida per Ingmar Bergman en moltes obres de teatre i va ser coneguda internacionalment per la seva participació en el film guanyador de la Palma d'Or al Festival Internacional de Cinema de Cannes, La senyoreta Julie dirigida per Alf Sjöberg el 1951, on va encarnar el personatge que dona el seu nom a la pel·lícula. A partir d'això va rebre ofertes per treballar a Hollywood però la seva carrera va continuar fonamentalment al cinema, teatre i televisió de Suècia. Un dels papers que li va valer més reconeixements va ser el de la reina Victoria de Suècia en el film Les millors intencions (Den goda viljan) dirigida per Bille August el 1991 sobre guió d'Ingmar Bergman.
Al teatre Dramaten va representar al llarg dels anys més de cent papers, la qual cosa la converteix en una de les actrius més importants d'aquest teatre. Al cinema va actuar en papers protagonistes, en un gran nombre de pel·lícules, incloses El camí del cel (Himlaspelet, 1942) de Alf Sjöberg; Un rostre de dona (Kvinna utan ansikte, 1947) de Gustav Molander; Tres dones (Kvinnors vantan, 1952) d'Ingmar Bergman; Decisió a mitjanit (Night people, 1954) de Nunnally Johnson; Giftas (1955) d'Anders Henrikson; La carreta fantasma (Korkarlen, 1958) d'Arne Mattsson; Els enamorats (Älskande par, 1964) de Mai Zetterling; Adalen 31 (1969) de Bo Wideberg; L'herència (Arven, 1979) i La persecució (Forfolgelsen, 1981), ambdues de la directora noruega Anja Breien.

### Família

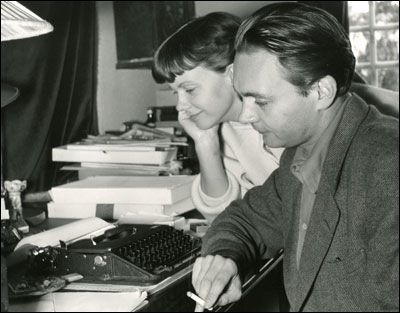
Anita Björk amb Stig Dagerman.

Va estar casada tres vegades i va tenir tres fills. El 1945 va contreure matrimoni amb el també actor Olof Bergström, amb qui va tenir un fill. L'any 1950 va iniciar una relació amb l'escriptor Stig Dagerman (1923-1954), una de les promeses de la literatura sueca de postguerra truncada pel seu suïcidi als 31 anys, amb el qual va tenir una filla en 1951 després de divorciar-se de Bergström. El 1953 es va casar amb Dagerman i després de la seva mort va tenir una relació amb l'escriptor britànic Graham Greene. El seu tercer marit va ser Lasse Lindqvist, amb qui va estar casada de 1962 a 1970.
El seu fill Jonas Bergström (1946) també és actor, com els seus pares Olof i Anita. Va posar la veu en suec a Arthur Weasley en la saga d'Harry Potter.
El net d'Anita és el músic Joachim Bergström.

## Filmografia
- 1998: Sanna ögonblick; com Karin
- 1986: Amorosa; com Arvida
- 1981: Forfølgelsen; com Ingeborg Eriksdotter Jaatun
- 1971: Arven; com Märta Skaug
- 1969: Ådalen 31; com a Mare d'Anna
- 1968: Komedi i Hägerskog; com Narcissa
- 1967: Tofflan; com Erna Alm
- 1966: Utro
- 1964: Älskande par (Els enamorats); com Petra von Pahlen
- 1962: Vita frun; com Helen G. Lundberg
- 1961: Square of Violence; com Sophia
- 1960: Goda vänner, trogna grannar; com Sra. Yvonne Frejer
- 1960: Tärningen är kastad; com Rebecka Striid
- 1958: Mannekäng i rött (La maniquí trencada); com Birgitta Lindell
- 1958: Körkarlen; com Sra. Holm
- 1958: Damen i svart; com Inger von Schilden
- 1957: Gäst i eget hus; com Eva Dahl
- 1956: Sången om den eldröda blomman; com Kyllikki Malm
- 1956: Moln över Hellesta; com Margareta Snellman
- 1955: Der Cornet - Die Weise von Liebe und Tod; com a Comtessa von Zathmar
- 1955: Giftas; com Helene
- 1954: Die Hexe
- 1954: Decisió a mitjanit; com 'Hoffy' Hoffmeir (aka Stamm)
- 1952: Han glömde henne aldrig; com Karin Engström
- 1952: Kvinnors väntan (Secrets de dones); com Rakel
- 1951: Fröken Julie (La senyoreta Julie); com Julie
- 1950: Kvartetten som sprängdes; com Maj Andersson
- 1949: Människors rike; com Birgit Maria Larsson
- 1948: På dessa skuldror; com Birgit Larsson
- 1948: Ingen väg tillbaka; com Evelyn
- 1947: Kvinna utan ansikte; com Frida Gran
- 1947: Det kom en gäst; com Siv
- 1946: 100 dragspel och en flicka; com Elsa Borell
- 1944: Räkna de lyckliga stunderna blott; com Lilian Lind
- 1942: Himlaspelet; com Anna Jesper

## Teatre
- 1943: The Marquise (Markisinnan) de Noël Coward
- 1943: Els tres mosqueters (De tre musketörerna), adaptació de l'obra d'Alexandre Dumas
- 1945: Asmodée (Asmodeus) de François Mauriac
- 1946: Man and Superman (Mannen och hans överman) de George Bernard Shaw
- 1947: The Iceman Cometh (Si, iskarlen kommer!) de Eugene O'Neill
- 1948: Les criades (Jungfruleken) de Jean Genet.
- 1948-1949: The Family Reunion (Släktmötet) de T. S. Eliot
- 1949: Leka med elden de August Strindberg
- 1949: Les mans brutes (Smutsiga händer) de Jean-Paul Sartre
- 1949: La Belle Marinière (Bröllopet på Seine) de Marcel Achard
- 1949: Ardèle ou la Marguerite (Älskar - älskar inte…) de Jean Anouilh
- 1950: Brand de Henrik Ibsen
- 1950: Cocktail Party (Cocktailparty) de T. S. Eliot
- 1951: Els germans Karamazov (Bröderna Karamasov) de Fiodor Dostoievski,
- 1951: L'Invitation au château (Dans under stjärnorna) de Jean Anouilh
- 1952: Colombe de Jean Anouilh
- 1952: Pygmalion de George Bernard Shaw
- 1953: Romeo i Julieta (Romeo och Julia) de William Shakespeare
- 1954: Orestiada (Orestien) d'Èsquil
- 1958: Dom Juan ou Le Festin de pierre (Don Joan eller Stengästen) de Molière
- 1959: La Valse des toréadors (Toreadorvalsen) de Jean Anouilh
- 1960: Les Séquestrés de Altona (Fångarna i Altona) de Jean-Paul Sartre
- 1961: Erma de Federico García Lorca
- 1964: Com agradeu (Som ni behagar) de William Shakespeare,
- 1964: Després de la caiguda (Efter syndafallet) d'Arthur Miller
- 1966: Rannsakningen de Peter Weiss
- 1966: Maria Stuart de Friedrich von Schiller
- 1968: La Puce à l'oreille (Lleva Loppan) de Georges Feydeau, posada en escena de Mimi Pollak
- 1968: La tempestat (Stormen) de William Shakespeare
- 1969: Les tres germanes (Tre systrar) d'Anton Chejov
- 1971: Romeo i Julieta (Romeo och Julia) de William Shakespeare
- 1977: Medea d'Eurípides
- 1979: Mesura per mesura (Lika för Lika) de William Shakespeare
- 1986: L'Orchestre (Damorkestern) de Jean Anouilh
- 1989: Madame de Sade (Markisinnan de Sade) de Yukio Mishima
- 1995: Savannah Bay de Marguerite Dures
- 1996: Les Bacantes (Backanterna) d'Eurípides
- 1998: Bildmakarna de Per Olov Enquist

## Televisió
- 2000: Bildmakarna; com Selma Lagerlöf
- 1997: Larmar och gör sig till (En presència del pallasso); com Anna Åkerblom
- 1996: Enskilda samtal (Trobades privades); com Karin Åkerblom
- 1993: Snoken
- 1993: Avskedsföreställningen; com Harriet Lindholm
- 1992: Markisinnan de Sade; com a Madame de Monteuil
- 1992: Den goda viljan (Les millors intencions) (miniserie); com a Reina Victoria
- 1989: Flickan vid stenbänken (sèrie); com Amalia
- 1978: Tribadernas natt; com Siri von Essen
- 1976: Sjung vackert om kärlek; com Cecilia Fröding
- 1974: Bröderna (mini-sèrie)
- 1974: Bestigningen av Fujijama; com Anvar
- 1974: Karl XII; com Ulrika Eleonora
- 1973. Kommer hem och är snäll
- 1967: Etienne; com Simone
- 1964: Bandet; com La Baronessa
- 1963: Hittebarnet; com Amanda Kattong
- 1963: Anna Sophie Hedvig; com Anna Sophie Hedvig
- 1963: Gertrud
- 1963: Misantropen; com Célimène
- 1962: Handen på hjärtat; com Jessie Weston
- 1962: Bacchusfesten; com Agnes
- 1955: Hamlet; com Ofelia